# Napoli secondo estratto
«Napoli secondo estratto» — шестидесятый студийный альбом итальянской певицы Мины, выпущенный в 2003 году на лейбле PDU.

## Об альбоме
Пластинка является прямым продолжением альбома Napoli 1996 года, который также наполнен каверами на неаполитанские песни. В этот раз певица интерпретирует неаполитанскую классику через в основном через оркестровые аранжировки, создавая впечатление, что слушатель находится в зале театра.
Оформлением альбома как и всегда занимался Мауро Балетти, обложку альбома певица уступила трём настоящим неаполитанцам — Тото, Тине Пике и Титине Де Филиппо — они сидят на балконе оперного театра в ожидании представления, саму Мину можно обнаружить только в буклете, она выглядывает из-за кулис.

## Список композиций
| №   | Название                      | Автор(ы)                                   | Длительность |
| --- | ----------------------------- | ------------------------------------------ | ------------ |
| 1.  | «Tu ca nun chiagne!»          | Эрнесто де Куртис, Либеро Бовьо            | 3:34         |
| 2.  | «O cielo ce manna sti' ccose» | Армандо Тровайоли, Фред Бонгусто           | 5:42         |
| 3.  | «Te voglio bene assaje»       | Алессандро Лонго, Роберто Сакко            | 4:16         |
| 4.  | «Carmela»                     | Серджо Бруни, Сальваторе Паломба           | 2:12         |
| 5.  | «Napule è»                    | Пино Даниеле                               | 5:09         |
| 6.  | «Maria Mari'!…»               | Эдуардо ди Капуа, Винченцо Руссо           | 3:08         |
| 7.  | «'O sole mio»                 | Эдуардо Ди Капуа, Джованни Капурро         | 3:12         |
| 8.  | «Canzona appassiunata»        | Э. А. Марио                                | 3:34         |
| 9.  | «Era de maggio»               | Марио Паскаль Коста, Сальваторе Ди Джакомо | 5:21         |
| 10. | «Guapparia»                   | Родольфо Фальво, Либеро Бовьо              | 3:09         |
| 11. | «I' te vurria vasa'!…»        | Эдуардо ди Капуа, Винченцо Руссо           | 5:51         |
| 12. | «Cu 'e mmane»                 | Джованни Донцелли, Винченцо Леомпорро      | 4:13         |
| 13. | «'O cuntrario 'e l'ammore»    | Маурицио Моранте, Джанни Феррио            | 3:44         |

## Чарты

### Еженедельные чарты
| Чарт (2003)               | Пиковая позиция |
| ------------------------- | --------------- |
| Италия (Classifica album) | 8               |

### Годовые чарты
| Чарт (2003)   | Позиция |
| ------------- | ------- |
| Италия (FIMI) | 68      |